# Rodrigo Borda
Rodrigo Borda Quispe (Cochabamba, Bolivia; 11 de febrero de 1992) es un futbolista boliviano. Juega como centrocampista y su equipo actual es el San Antonio Bulo Bulo de la Primera División de Bolivia.

## Clubes
| Club                   | País    | Año             |
| ---------------------- | ------- | --------------- |
| Aurora                 | Bolivia | 2010            |
| La Paz F. C.           | Bolivia | 2011            |
| Aurora                 | Bolivia | 2012 - 2014     |
| Nacional Potosí        | Bolivia | 2014 - 2015     |
| Real Potosí            | Bolivia | 2016 - 2017     |
| Universitario de Sucre | Bolivia | 2017 - 2018     |
| San José               | Bolivia | 2019            |
| Real Potosí            | Bolivia | 2020 - 2021     |
| San Antonio Bulo Bulo  | Bolivia | 2022 - Presente |